# Robert Maxwell Ogilvie
Robert Maxwell Ogilvie (* 5. Juni 1932; † 7. November 1981 in St Andrews, Schottland) war ein schottischer Altphilologe. 

Robert Maxwell Ogilvie (1932–1981), britisch-schottischer Althistoriker und klassischer Latinist

## Leben
Ogilvie lehrte Lateinische Literatur und Klassische Philologie an der University of St Andrews und war Mitherausgeber der Fachzeitschrift The Classical Quarterly von 1976 bis zu seinem freiwilligen Tod im Jahr 1981. 1972 wurde er zum Mitglied (Fellow) der British Academy gewählt. 1979 wurde er in die Royal Society of Edinburgh aufgenommen.
Als sein Opus magnum gilt der Kommentar zu den ersten fünf Büchern Ab urbe condita des Titus Livius.

## Werke

### Kommentare zu Livius
Über hundert Jahre nach Erscheinung der Kommentare von W. Weissenborn hat Robert Maxwell Ogilvie 1965 seine Kommentare zu den ersten fünf Büchern des Titus Livius veröffentlicht. Die Kommentare besprechen geschichtliche Hintergründe, rechtliche und religiöse Aspekte und die sprachlichen Besonderheiten des Livius. Am Ende des Buchs ist eine umfangreiche Indexsammlung angelegt. Referenzen zu ergänzender oder grundlegender Literatur sind im ganzen Buch zu den entsprechenden Themen zu finden.
In der Einleitung erklärt der Autor, für wen er die Kommentare geschrieben hat:

„The aim of my commentary ought to be to make it easier for a reader to appreciate the ancient text.(…) I have not, therefore, written it specifically for the needs of the schoolboy or the undergraduate or the scholar but rather for the use of anyone who wants to read Livy.“

The Classical Review meinte, die Kommentare würden für viele Jahre eine exzellente Einführung in Livius sein und der Autor sei ohne Zweifel fähig, die Bücher I–V besser zu edieren als jeder frühere Herausgeber. Besonders stark seien die Kommentare zur Erzähltechnik des Livius, seiner Fokussierung auf einzelne Themen und zu seiner Transformation des annalistischen Erzählschemas. Kritisiert wird die Tendenz der Kommentare zum Dogmatismus und das Ausschließen von mehreren Möglichkeiten. Zudem werden eine Reihe von Fußnoten aufgeführt, die nicht zu überzeugen vermöchten. Die Haltung des Autors zur frühen römischen Geschichte wird als „sceptical-conservative“ bezeichnet und er mache selber klar, dass die Archäologie für den Wahrheitsgehalt der Geschichte des alten Roms ungleich mehr zu sagen habe als die Livius-Forschung.
Die Kommentare haben sich schnell zu einem Standardwerk entwickelt und sind in jeder größeren Bibliothek mit einer Abteilung Altertumswissenschaften zu finden.

## Schriften (Auswahl)
- Titi Livi Ab urbe condita, Libri I–V, Oxford 1974, ISBN 0-19-814661-2.
- A commentary on Livy. Books 1–5. 1965. Nachdruck: Clarendon Press, Oxford 2003, ISBN 0-19-814432-6.
- De vita Agricolae. 1967.
- The Romans and their gods in the age of Augustus, 1970.
  - deutsch: ... und bauten die Tempel wieder auf. Die Römer und ihre Götter im Zeitalter des Augustus. Übersetzt von Florian Weidenfels. dtv, München 1984, ISBN 3-423-04427-6.
- Early Rome and the Etruscans, London 1976.
  - deutsch: Das frühe Rom und die Etrusker. Übersetzt von Irmgard Götz. dtv-Geschichte der Antike.  dtv, München 1983, ISBN 3-423-04403-9.
- Roman literature and society. Penguin Books, Harmondsworth 1980, ISBN 0-14-022081-X.
- The library of Lactantius. Clarendon Press, Oxford 1978, ISBN 0-19-826645-6.
- Das antike Rom. Übersetzt von Irmgard Götz. Albatros, Düsseldorf 2006, ISBN 3-491-96168-8 (zusammen mit Michael Crawford und Colin Wells).
- Latin and Greek. A history of the influence of the classics on English life from 1600 to 1918. Routledge & Kegan Paul, London 1964.
- The Early History of Rome, Books I–V of The History of Rome from Its Foundations, Translated by Aubrey de Sélincourt, Penguin Books, London 2002, Einleitung von Robert Maxwell Ogilvie.